# Battlemorph
Battlemorph is een videospel voor de Atari Jaguar. Het spel werd uitgebracht in 1995. 